# Onthophagus vermiculatus
Onthophagus vermiculatus är en skalbaggsart som beskrevs av Frey 1970. Onthophagus vermiculatus ingår i släktet Onthophagus och familjen bladhorningar. Inga underarter finns listade i Catalogue of Life.